# Lumding Railway Colony
Lumding Railway Colony is een census town in het district Hojai van de Indiase staat Assam. 

## Demografie
Volgens de Indiase volkstelling van 2001 wonen er 25283 mensen in Lumding Railway Colony, waarvan 52% mannelijk en 48% vrouwelijk is. De plaats heeft een alfabetiseringsgraad van 82%. 